# Cupimus imprimis
Cupimus imprimis – list apostolski Piusa XII z 18 stycznia 1952 poświęcony sytuacji katolików chińskich.
Papież potępił w nim politykę władz ChRL wobec katolików, których to sytuację porównał do położenia pierwszych chrześcijan. Skrytykował również dążenia części Kościoła chińskiego do potrójnej niezależności od Stolicy Apostolskiej (jurysdykcyjnej, majątkowej i operatywnej).